# Жан Фино
Жан Фино (на френски: Jean Finot), с истинско име Ян Якуб Финкелхаус (на полски: Jan Jakub Finkelhaus) е полски и френски социолог и журналист от еврейски произход.

## Биография
Роден е на 8 май 1858 г. във Варшава. Следва във Варшавския университет и след това решава да пътува из Европа. Установява се за постоянно в Париж, където става журналист и му е поверена длъжността на главен редактор на Revue des revues. На страниците на това списание обявява радикалните си възгледи срещу расизма. Потвърждава ги в книгата Le Préjugé des races ( Пристрастието на расите), публикувана през 1905 г., в която основава своите възгледи за ламаркизма, че няма историческа концепция за чистота на раси, които многократно са се кръстосвали помежду си. Тази книга е преведена на английски език през 1906 г. и предизвика научна дискусия за расизма и теорията за чистотата на човешките раси. В резултат на тези дейности през 1911 г. в Лондон се провежда научен конгрес, който събира антрополози. По-късно Жан Фино става популяризатор на борбата с алкохолизма, публикува брошури, осъждащи производството и продажбата на алкохол и доста радикално осъждащи пристрастяването към алкохолните продукти.
Като признание за заслугите му за действията му за единството на расите, той е удостоен със званието кавалер през 1896 г. и офицер на Ордена на почетния легион през 1906 г. Академията за социални и политически науки присъжда наградата „Жан Фино“ на всеки две години.
Умира на 25 април 1922 г. в Париж.

### На полски език
- Bohater wieku: Szkic z życia społeczno-politycznego Anglii
- Nauka szczęścia
- Obrazki z życia północno-wschodniej Afryki
- Z podróży po Norwegji

### На френски език
- Français et Anglais devant l'anarchie européenne, Paris, V. Giard et E. Brière, 1904, 66 p.
- La Philosophie de la longévité, Paris, Felix Alcan, 1906, 368 p.
- Le Préjugé des races, Paris, L'alarme, 1906
- La Science du bonheur, Paris, F. Juven, 1909
- L'Union sacrée contre l'alcoolisme, Paris, L'Alarme, 1910, 227 p.
- La Charte de la femme… suivie d'une enquête sur le vote politique des femmes en France, Paris, Publications de l'union française pour le suffrage des femmes, Paris, 1910
- L'Agonie et la Mort des races, Paris, La Revue, 1911, 141 p.
- Préjugé et Problème des sexes, Paris, F. Alcan, 1912, 524 p.
- Progrès et Bonheur, Paris, F. Alcan, 1914, 662 p.
- Civilisés contre Allemands (la grande croisade), Paris, Ernest Flammarion, 1915, 343 p.
- Le Roi-alcol, Paris, 1915, L'alarme, 70 p.
- Saints, initiés et possédés modernes, Paris, E. Fasquelle, 1918, 345 p.
- L'Agonie et la Naissance d'un monde, Paris, Ernest Flammarion, 1918, 291 p.
- Prolongeons la vie!, Figuière, 1920, 120 p.
- L'Atelier des gens heureux, Paris, La Revue Mondiale, 1922, 211 p.
- Sa Majesté l'Alcool, Paris, Plon-Nourrit, 1922, 86 p.